# FC 마리우폴
FC 마리우폴(우크라이나어: Футбо́льний клуб «Маріу́поль», 러시아어: Футбо́льный клуб «Мариу́поль»)은 도네츠크주의 마리우폴을 연고로 하는 우크라이나의 축구 클럽이다.

## 역사

### 마리우폴의 축구팀
우크라이나의 도시 마리우폴은 과거 수많은 아마추어 축구팀들의 경쟁이 벌어지던 곳이었다. 마리우폴을 최초로 대표한 클럽은 소비에트 컵 1936에 참가한 디나모 크리비였다. 이후 제2차 세계 대전이 끝나기까지 마리우폴을 대표할 이렇다 할 구단은 없었다. 종전 이후 마리우폴에는 두개의 축구 팀이 있었으나, 그 중 주요팀은 메탈루르 즈다노프였다. 이 클럽은 향후 아바냐르드 즈다노프로 개명했다.

### 아조프스탈
FC 마리우폴의 창단 시기는 1960년으로, 아바냐르드 즈다노프와 샤흐타르 루첸코프를 기반으로 설립되었다. 창단 당시 명칭은 모기업 이름을 그대로 따 아조프스탈이었다. 1966년에는 아조베츠라는 이름으로 변경하였고, 이 때까지 프로 무대에서 활약하였다. 1971년 메탈루르로 구단명을 재차 변경하였다. 그러나 개명 이후 구단은 머지않아 강등을 당했다.

### 일리치베츠
소련의 붕괴가 이뤄지며, 1989년 구단은 노바토르로 명칭을 변경함과 동시에 재창단을 하였다. 1991년 노바토르는 우크라이나 아마추어리그를 평정하고, 개편된 우크라이나 1부 리그에 참여하게 되었다. 1992년 소련이 망하고, 구단은 과거에 사용하던 아조베츠라는 이름을 다시 사용했다. 1995년 FC 디나모 루한스크와 병합하며, FC 메탈루르 마리우폴라는 구단명을 다시 사용했다. 우크라이나 프리미어리그 2002-03시즌의 겨울 휴식기 동안, 구단은 일리치 철강에 의해 인수 되었고 구단명은 FC 일리치베츠 메탈루르로 변경되었다.

### FC 마리우폴
우크라이나의 탈공산화 및 소련의 잔재를 없애는 작업은 꾸준히 이루어지고 있었다. 2017년 이 움직임의 일환으로 구단명 중 일리치베츠가 삭제되고 간단하게 FC 마리우폴로 변경되었다. 공식적인 변경일자는 2017년 6월 14일이었다.